# Pierre Willemin
Pierre Willemin est un réalisateur et directeur de la photographie français, né le 27 juillet 1938 à Paris. 

## Biographie
Pierre Willemin est un ancien élève de l'École technique de photographie et de cinéma (promotion « Cinéma » 1957).

## Filmographie

### Assistant opérateur
- 1963 : Le Joli Mai de Chris Marker et Pierre Lhomme
- 1963  : Le Monocle noir de Georges Lautner
- 1964  : Les Parapluies de Cherbourg de Jacques Demy

### Cadreur
- 1965 : Journal d'une femme en blanc de Claude Autant-Lara
- 1966 : Paris brûle-t-il ? de René Clément
- 1967 : Un homme de trop de Costa Gavras
- 1968 : Treize jours en France de Claude Lelouch et François Reichenbach

### Preneur de son
- 1970  : Ça va, ça vient de Pierre Barouh

### Directeur de la photographie
- 1964 : La Saint-Firmin, court métrage de Robert Destanque
- 1966  : Le Professeur de piano, court métrage de François Reichenbach
- 1969  : Le Voleur de crimes de Nadine Trintignant
- 1969  : L'Américain  de Marcel Bozzuffi
- 1969  : Paris top secret de Pierre Roustang
- 1970  : Midi Minuit de Pierre Philippe

### Réalisateur
Cinéma
- 1969  : Non stop - Court métrage pour RTL
- 1969  : L'été dernier - Court métrage pour Paris Match
- 1970  : Jour de gloire -  Court métrage sur la revue du 14 juillet
- 1975  : Bâtisseurs d'énergie - Court-métrage pour Elf Aquitaine
- 1977  : Türkiye - Court métrage

Télévision
- 1978 : Mon ami Guignol  -  52 épisodes pour FR3
- 1985 : L'Eau et les hommes - OMNIMAX à la Géode
- 1987 : Hydro - OMNIMAX à la Géode
- 1991 : L'Échappée belle pour le département de l'Oise
- 1992 : Le Feu de la terre - 6 fois 52 min avec Haroun Tazieff.
- 1996 : Le Temps des carnavals
- 2000 : Couleurs Brésil - film à 360° (9 caméras) au Futuroscope
- 2002 : Regards sur les volcans au format 8/70 à Vulcania